# Великоабакасинське сільське поселення
Великоабака́синське сільське поселення (рос. Большеабакасинское сельское поселение) — муніципальне утворення у складі Ібресинського району Чувашії, Росія. Адміністративний центр — присілок Великі Абакаси.

## Населення
Населення — 1231 особа (2019, 1485 у 2010, 1528 у 2002).

## Склад
До складу поселення входять такі населені пункти:
| Населений пункт          | Населення, осіб (2002) | Населення, осіб (2010) |
| ------------------------ | ---------------------- | ---------------------- |
| Великі Абакаси, присілок | 864                    | 844                    |
| Молнія, селище           | 78                     | 60                     |
| Нижні Абакаси, присілок  | 382                    | 366                    |
| Шибегечі, присілок       | 83                     | 88                     |
| Шоркаси, присілок        | 121                    | 127                    |